# Bloque plástico (percusión)

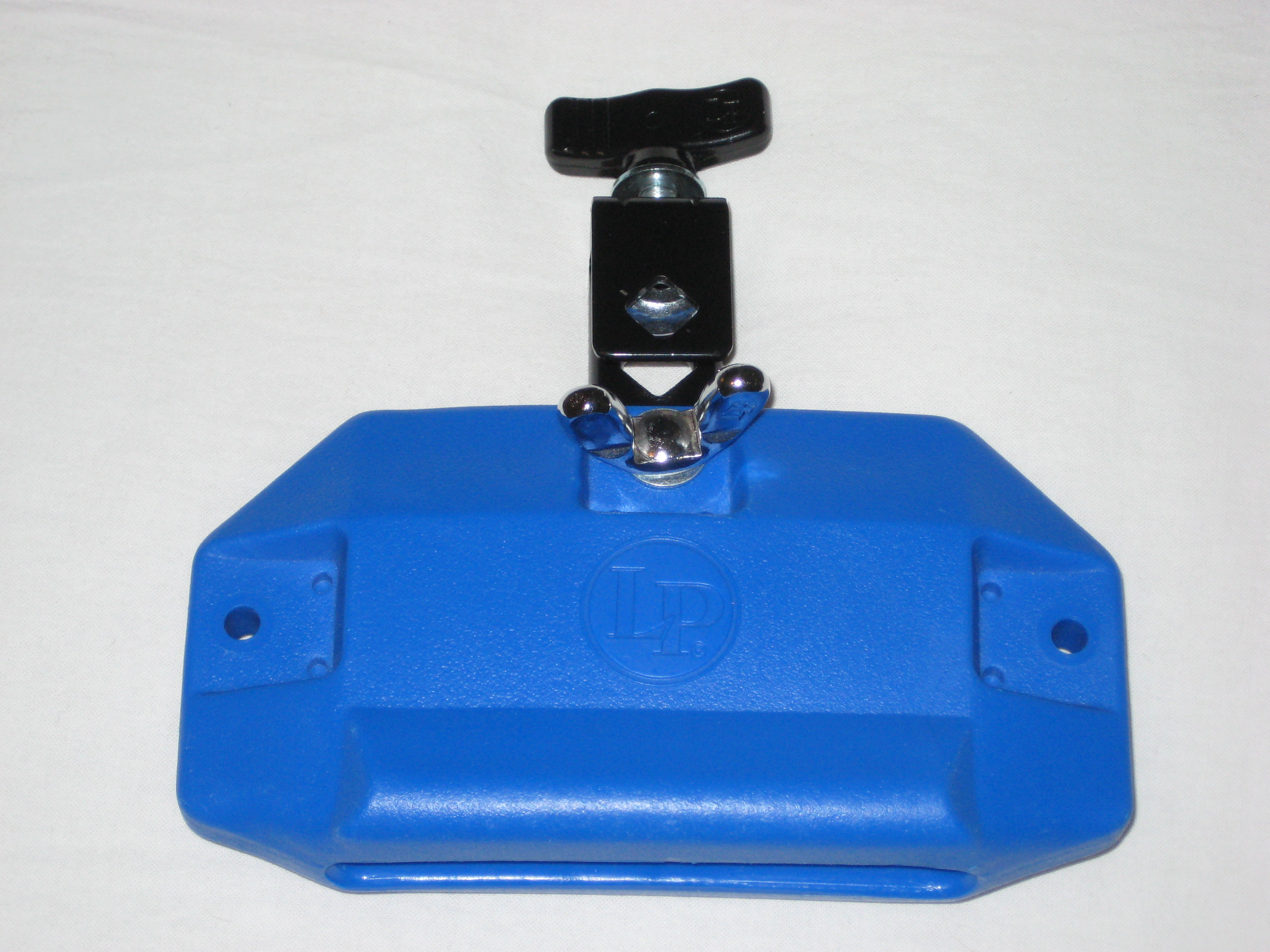
Bloque plástico

Un bloque plástico o jam block es un instrumento de percusión idiófono. Está hecho de material plástico duro, siendo una versión moderna de la caja china y el bloque de templo. Es robusto, diseñado para el golpeo fuerte, y es usado por algunos timbalistas y percusionistas, debido a su durabilidad y sonido.